# Västervikska
Västervikska, eller Tjustmål, är dialekten som talas i norra Kalmar län, vid den östgötska gränsen. 
Även om området geografiskt sett ligger i Småland har dialekten mer gemensamt med östgötskan än småländskan. Detta beror antagligen på en närmare kontakt med Östergötland, området tillhör till exempel Linköpings stift och det är närmare till Linköping än till de småländska metropolerna Växjö och Kalmar.
En av de tydligaste skillnaderna mellan västervikska och de övriga småländska dialekterna är bruket av götamåls-r, det karakteristiska östgötska uttalet av [r] som första uttalsartikulation. I Tjust uttalas detta som ett engelskt [w] (jämför ”way” eller ”world”), ibland även beskrivet som [oe]. ”Wöwuti wengwock” (rödrutig regnrock) är en typisk beskrivning av dialekten. Ett ofta gjort misstag av utomstående är att uttala Västervik som ”Wästewik” för att syfta på dialekten som talas där. Detta stämmer alltså inte, då det endast är [r] som uttalas [w] och [v] uttalas helt enkelt som ett vanligt [v]. 
I stora delar av övriga Småland faller [r] helt bort i ord som ”fors” (uttalas fåss). Detta gäller inte för Tjustmål, vilket istället uppfattas som ”fosch”.
Det finns en försvagning av ändelsevokalen i västervikskan,  –a blir –e. Kasta – kaste, köra - köre, göra - göre, hämta - hämte, o.s.v. Vissa ord dras även ihop, till exempel gör det - gör’t, med honom/henne - me’n, till henne - te’na, tiden - tin.